# 白川家
白川神祇伯，即是花山源氏家，由花山天皇之曾孫源顯康開創，稱為白川家（伯家），世襲神祇伯，為神官中最高要職。代代授封「王」之封號，故又稱「白川伯王家」。而自江戶時代，擔任新天皇登極時、玉座左側揭帳的帳女王一職，也多由白川神祇伯家所選出。明治以後絕嗣。